# Нијепор N.24
Нијепор N.24 (фр. Nieuport N.24) је двокрилни, једномоторни, ловачки авион направљен у Француској. Авион је први пут полетео 1917. године.

Највећа брзина у хоризонталном лету је износила 176 km/h. Размах крила је био 8,21 метара а дужина 5,87 метара. Маса празног авиона је износила 355 килограма а нормална полетна маса 547 килограма..

## Наоружање
| Наоружање авиона: Нијепор      |     |
| Ватрено (стрељачко) наоружање  |     |
| Топ                            |     |
| Митраљез                       |     |
| Број и ознака митраљеза        | 1-2 |
| Калибар                        | 7,7 |
| Бомбардерско наоружање (бомбе) |     |
| Ракетно наоружање (ракете)     |     |

## Земље корисници
Авганистан, Русија,
Француска, Србија,
Естонија, Сијам,
Грчка, Турска,
Летонија, Велика Британија,
Јапан, Совјетски Савез,
Пољска, Сједињене Америчке Државе,
Румунија, Краљевина Југославија,